# 어맨다 위어
어맨다 조 위어(영어: Amanda Jo Weir, 1986년 3월 11일 ~ )는 미국의 수영 선수이다. 2004년 아테네 올림픽에서 각각 은메달을 두 개 땄다.

## 같이 보기
- 올림픽 수영 여자 메달리스트 목록
- 수영 혼계영 400m 세계 기록 추이